# Pseudopanolis
Pseudopanolis là một chi bướm đêm thuộc họ Noctuidae.